# Kurt Gerron
Kurt Gerron (ur. 11 maja 1897 w Berlinie, zm. 28 października 1944 w Auschwitz) – niemiecki aktor i reżyser żydowskiego pochodzenia.

## Życiorys
Studiował medycynę, ale w 1920 został aktorem scenicznym. W 1930 roku zagrał w słynnym filmie Błękitny anioł u boku Marleny Dietrich.
Na początku lat trzydziestych XX wieku Gerron otrzymał zaproszenie do Hollywood, ale je odrzucił (przyszły pracodawca nie opłacił dlań biletu pierwszej klasy) i zdecydował się zostać w Europie. Kiedy prześladowania Żydów w Niemczech osiągnęły szczytowy poziom, wyjechał najpierw do Francji, a następnie do Holandii, gdzie nadal udzielał się jako aktor i reżyser kilku filmów. Po objęciu Holandii niemiecką okupacją internowano go w obozie przejściowym w Westerbork, a następnie przeniesiono do obozu koncentracyjnego Theresienstadt, gdzie prowadził kabaret zwany „Karussell” – rzekomo dla współwięźniów, a w istocie dla zmylenia opinii publicznej na Zachodzie.
W roku 1944 Gerron zgodził się na zlecenie nazistów nakręcić film propagandowy ukazujący, jak humanitarne warunki panują w niemieckich obozach. Po zakończeniu zdjęć on i inni artyści (w tym pianista Martin Roman, członek zespołu jazzowego „Ghetto Swingers”) zostali wysłani do Auschwitz. Gerron został zamordowany zaraz po przybyciu, Roman i gitarzysta Coco Schumann przeżyli. Następnego dnia Heinrich Himmler kazał zamknąć komory gazowe na zawsze.
Film Gerrona, który miał nosić tytuł „Theresienstadt. Ein Dokumentarfilm aus dem jüdischen Siedlungsgebiet” lub „Der Führer schenkt den Juden eine Stadt”, nigdy nie został ukończony i do dziś przetrwał jedynie we fragmentach.